# Paolo (patriarca Chiesa d'Oriente)
Paolo (fl. VI secolo) è stato un vescovo cristiano orientale siro, vescovo di Hormizd Ardashir, metropolita di Seleucia-Ctesifonte e patriarca della Chiesa d'Oriente tra il 537 e il 538.
Scarse sono le informazioni relative a questo patriarca della Chiesa d'Oriente, riportate da Barebreo nel suo Chronicon ecclesiasticum, dagli storici nestoriani Mari, ʿAmr e Sliba, e dalla Cronaca di Seert.
Secondo queste fonti, prima di essere eletto patriarca della Chiesa persiana, Paolo era stato arcidiacono del vescovo Buzaq di Hormizd Ardashir (l'odierna Ahvaz), e gli succedette sulla cattedra di quella sede prima del 534. Paolo ottenne i favori del re Cosroe I per aver fornito al suo esercito in marcia per una campagna militare acqua da bere. Nello scisma che vide coinvolto il patriarcato nestoriano con Elisha e Narsai, Paolo seppe mantenere un atteggiamento neutrale. Quando Narsai morì ed Elisha venne deposto dal re, Paolo venne scelto da Cosroe per la successione al trono patriarcale. Ma già in età avanzata, morì poco dopo, forse due mesi o un anno. Gli succedette come nuovo patriarca Aba I.
Incerta è la cronologia del pontificato di Paolo. Secondo Labourt, sono impensabili tre anni di sede vacante tra Paolo e Aba I, per cui il pontificato di Paolo deve essere avvenuto tra il 538 ed il 539, e la nomina di Aba I nel febbraio 540. Secondo Fiey invece il regno di Paolo deve essere avvenuto tra il 537 e il 538. Alcune fonti storiografiche confondono il vescovo Paolo di Hormizd Ardashir, con un omonimo metropolita di Beth Lapat.